# 出目站
出目站（日语：／ Izume eki */?）是一位於日本愛媛縣北宇和郡鬼北町出目、隸屬於四國旅客鐵道（JR四國）的鐵路車站。車站編號為G39。

## 車站結構
本站採用簡易車站設計，與附近的深田站、大內站、二名站及務田站一樣，原先是設有站舍的，但後來這些站的站舍都全被拆去，並在原本的月台上加設了有蓋的候車室代替。和其他車站稍為不同的是，出目站的原站舍的地台仍然保留在原址，而非整個被拆走，因此不難發現原來站舍的所處位置。
本站只有側式月台1個，故只能提供1面1線配置。候車室位於月台中央部份靠向近永站方向，設有長櫈。旁邊亦設有洗手間及儲物室，而在另一邊則設有上落月台用的樓梯。有效長度為4卡。列車靠站時，往近永站方向為列車右側開門，往江川崎站則為左側開門。由於已變為簡易月台，位於車站附近的的士服務中心，則成為可代售車票的簡易委託站。

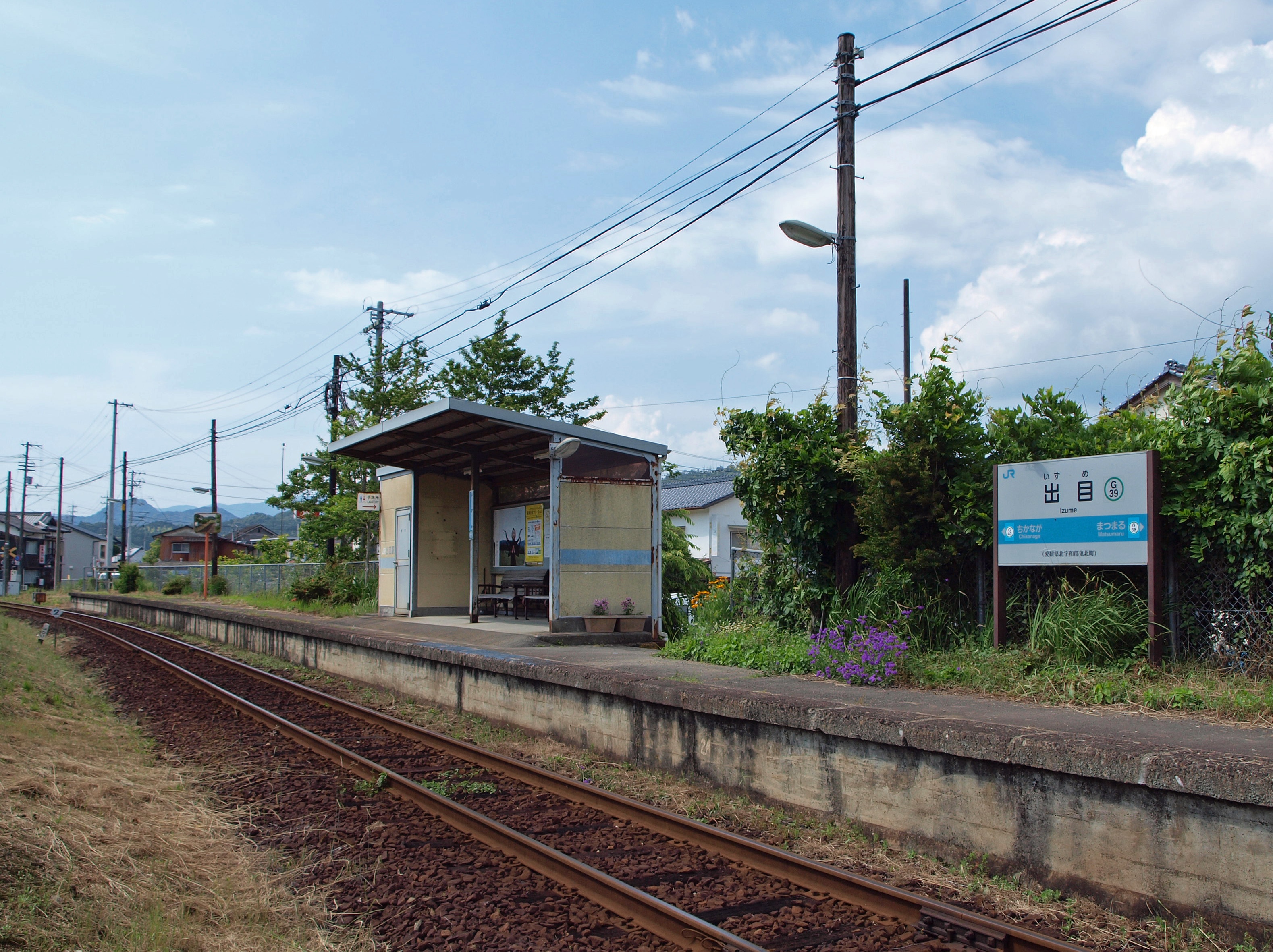
候車室與月台(2010年5月)

### 月台配置
| 路線    | 方向     | 目的地           |
| ------- | -------- | ---------------- |
| ■予土線 | （上行） | 江川崎、窪川方向 |
| ■予土線 | （下行） | 近永、宇和島方向 |

## 歷史
- 1923年12月12日：隨宇和島鐵道伸延至吉野生站而開業。
- 1933年8月1日：宇和島鐵道國有化[4]。
- 1987年4月1日: 日本國鐵分割民營化，車站的營運由JR四國繼承。

## 使用狀況
根據國土交通省「國土數值情報」，以下為1日平均上下車人次：
| 年度 | 1日平均 乘車人次 | 1日平均 乘車人次 |
| ---- | ---------------- | ---------------- |
| 2011 | 32               |                  |
| 2012 | 34               |                  |
| 2013 | 38               |                  |
| 2014 | 36               |                  |
| 2015 | 26               |                  |
| 2016 | 22               |                  |
| 2017 | 24               |                  |
| 2018 | 26               |                  |
| 2019 | 26               |                  |
| 2020 | 20               |                  |
| 2021 | 16               |                  |
| 2022 | 6                |                  |

## 相鄰車站
四國旅客鐵道（JR四國）
■予土線
松丸（G38）－出目（G39）－近永（G40）

## 外部連結
- JR四國出目站 （页面存档备份，存于）